# Valico di Noghere
Il valico di Noghere è un valico di frontiera fra l'Italia e la Slovenia. 
Collega le località di Belpoggio (in comune di Muggia, nell'ex provincia di Trieste) e di Plavia  (Plavje) (in comune di Capodistria). Da parte slovena è chiamato, per l'appunto, valico confinario di Plavia (mejni prehod Plavje). 

## Descrizione
Il valico è detto di Noghere dal nome della omonima località posizionata circa 2 km a nord-ovest del valico; Noghere non è il centro abitato, in territorio italiano, più vicino al confine di stato, che è invece Belpoggio, posta in prossimità del valico stesso. Il nome sloveno deriva dalla località più vicina al valico, Plavia. Il valico è posizionato in zona collinare.
Da parte italiana il collegamento stradale al valico termina sulla ex Strada Statale 15 Via Flavia, nei pressi di Stramare, poco distante dal Valico di Rabuiese. Da parte slovena il valico è collegato con Plavia, e da lì si ricongiunge con la strada per Scoffie.
Il valico è caratterizzato da traffico locale, anche se viene utilizzato, soprattutto nei mesi estivi, quale alternativa al più importante confine di stato di Rabuiese, anche per evitare l'uso della vignetta, metodo di pagamento obbligatorio per utilizzare la Superstrada H5 che collega il valico con Capodistria.

## Storia
Il valico è stato istituito nel 1954 quando, a seguito del Memorandum di Londra, l'Italia prese il controllo della Zona A del Territorio Libero di Trieste, mentre la Jugoslavia inglobò la Zona B. In base a tale accordo venne rettificato il confine nei pressi di Muggia, a favore della Jugoslavia, che portò all'apposizione del valico in località Belpoggio. 
Era un valico di seconda categoria, ovvero poteva essere superato dalle persone dotate di apposito lasciapassare, che era concesso ai soli residenti in aree nei pressi del confine tra i due Paesi. Nel 1970 il traffico venne indicato, secondo i dati della Camera di commercio di Trieste, in 2.364.567 passaggi, che aumentò, nel 1973, a 2.694.387, per poi calare, nel 1975, a 2.138.918. Il calo venne imputato, tra le varie cause, all'andamento del cambio fra lira italiana e dinaro jugoslavo. Il valico risultava il più trafficato della provincia di Trieste, tra quelli di II° categoria.
Il valico era soggetto al controllo della Brigata di Rabuiese della Guardia di Finanza, fino alla soppressione della brigata stessa, avvenuta il 1º gennaio 2005. Nel maggio del 2005 il controllo del valico venne abbandonato anche dai Carabinieri, che vennero sostituiti dalla Polizia di Frontiera.
Con l'entrata della Slovenia nell'area Schengen, il 21 dicembre 2007, l'accesso al valico è stato liberalizzato.
Dall'11 marzo 2020 le autorità slovene, al fine di prevenire un aumento del numero dei contagi da COVID-19, stante la situazione italiana, decidono di incrementare i controlli sanitari al confine, lasciando aperti solo i valichi più importanti. Il valico di Noghere viene perciò chiuso alla circolazione, fino al 15 giugno successivo.
Dal 29 marzo 2021 il valico viene nuovamente chiuso, per la recrudescenza dell'epidemia in Slovenia, dopo che nei giorni precedenti ne era già stata limitata l'apertura oraria. Il 28 aprile successivo il valico viene riaperto.